# Carrer del Bonrepòs (Berga)
El carrer del Bonrepòs és un carrer de Berga inclòs a l'Inventari del Patrimoni Arquitectònic de Catalunya.

## Descripció
El carrer corre paral·lel al carrer del Gofo, enllaçant el carrer de la Ciutat amb la plaça de Sant Pere, on es troba la parròquia amb aquest nom. És de perfil estret, amb força desnivell i no gaire llarg. Les cases que el conformen són majoritàriament de tres o quatre pisos fetes amb materials senzills i les façanes arrebossades. Algunes d'elles rehabilitades als segles XIX i XX, constitueixen el nucli antic de la ciutat de Berga.

## Història
Segons un plànol conservat al museu municipal de Berga, l'entrellat de la ciutat no ha variat massa des del seu traçat medieval. El carrer del Bon repòs el trobem documentat al s. XVII i XVIII, sobretot en els capbreus de l'església de Sant Pere de Madrona i també en els de l'orde militar de Sant Joan de Jerusalem, ambdós amb dominis sobre Berga i amb propietats als carrers més destacats.